# مونتريال-نور
مونتريال-نور حي سكني يقع إدارياً ضمن مونتريال في كندا. وتبلغ مساحته 11.07 كم². يحده إدارياً كل من Rivière des Prairies ‏ وسان-ليونار.

## أعلام
- ويلدر بنفيلد

## وصلات خارجية
- الموقع الرسمي